# Schleicher ASG 29
Die Schleicher ASG 29 ist ein einsitziges Segelflugzeug des Segelflugzeugherstellers Alexander Schleicher. Sie ist durch verschiedene Außenflügel in der FAI-18m-Klasse und FAI-15-m-Klasse einsetzbar. Der Segelflug-Index beträgt in der 18-m-Version 119 und in der 15-m-Version 113.

## Geschichte
Sie wurde 2005 als erste Eigenkonstruktion von Michael Greiner der Öffentlichkeit vorgestellt. Das Akronym ASG setzt sich wie bei allen Flugzeugen des Herstellers seit Einführung der ASW 12 zusammen aus AS für Alexander Schleicher, gefolgt vom Anfangsbuchstaben des Namens des Flugzeugkonstrukteurs.

## Konstruktion
Die Schleicher ASG 29 wurde für die FAI-18-m-Klasse konstruiert, hat also 18 m Spannweite, jedoch ist der Flügel zweigeteilt und so lässt sich durch ein verkürztes, zweites Paar Außenflügel die Spannweite für die FAI-15-m-Klasse auf 15 m reduzieren.
Die Flügel der Schleicher ASG 29 lassen sich zum leichteren Transport in vier Teilen demontieren. Die Schleicher ASG 29 hat Wölbklappen, nach oben ausfahrende Bremsklappen und Wasserballasttanks in beiden Flügeln und im Rumpf. An den Flügelenden sind in beiden Versionen Winglets mit 0,5 m Höhe angebracht. Die Querruder und Bremsklappen werden bei der Montage des Flügels automatisch angeschlossen.
Das Cockpit wurde in enger Zusammenarbeit mit der FH Aachen entwickelt; es wurde durch leichte, aber stabile Teile aus mit Kohlenstofffasern verstärktem Kunstharz so ausgelegt, dass der Pilot bei einem Unfall bestmöglich geschützt wird. Die Sicherheitscockpits werden von der Firma Schleicher seit der Schleicher ASW 19 gebaut und seitdem weiterentwickelt.
Der Übergang vom Rumpf zum Flügel wurde nach den aktuellen Erkenntnissen in der Aerodynamik entwickelt, ebenso das von einem Spornrad gestützte T-Leitwerk. Im Leitwerk kann zur Schwerpunktoptimierung ein 5-l-Wassertank eingebaut werden.
Das Hauptrad ist einziehbar und mit einer hydraulisch betätigten Scheibenbremse ausgestattet.
Die motorisierte Variante Schleicher ASG 29 E hat einen 13,2 kW (18 PS) starken Zweitaktmotor mit einer Einhebelbedienung; sie ist allerdings nicht eigenstartfähig, der Motor dient lediglich dazu, bei nachlassender Thermik eine Rückkehr zum Heimatflugplatz sicherzustellen. Der Motor hat keinen Anlasser, er kann nur im Flug durch Ausnutzung des Fahrtwindes, dem sogenannten „Windmühleneffekt“, angelassen werden.

## Nutzung
Der US-Meister in der 18-m-Klasse Chris Saunders gewann mit der Schleicher ASG 29, außerdem erreichte Tassilo Bode beim Gliding Grand Prix auf dem Flugplatz Hahnweide in Baden-Württemberg den 2. Platz in der 15-m-Klasse mit der Schleicher ASG 29. Die Deutsche Meisterschaft 2007 der 18-m-Klasse in Zwickau gewann Hermann Leucker vom Luftsportclub Bayer Leverkusen (LSC) ebenfalls mit einer ASG 29.
Während der Weltmeisterschaft 2008 der 18-m-Klasse in Lüsse wurden drei der ersten vier Plätze von Piloten der ASG 29 belegt.

## Technische Daten

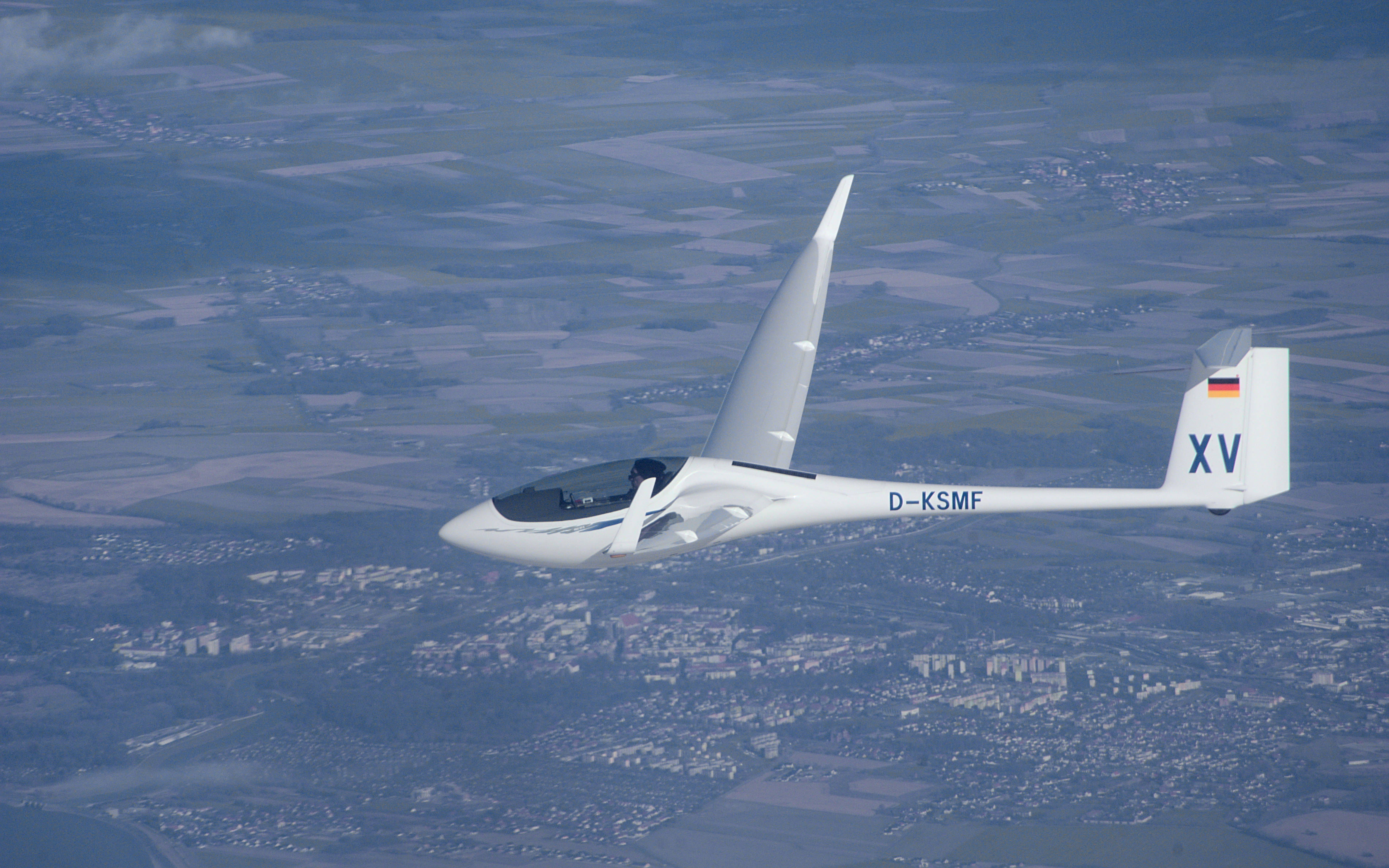
Motorseglerversion ASG 29E

| Kenngröße                       | ASG 29-15m               | ASG 29-18m               |
| ------------------------------- | ------------------------ | ------------------------ |
| Spannweite inkl. Winglets       | 15 m                     | 18 m                     |
| Winglethöhe                     | 0,5 m                    | 0,5 m                    |
| Flügelfläche                    | 9,2 m²                   | 10,5 m²                  |
| Flügelstreckung                 | 24,4                     | 30,4                     |
| Rumpflänge                      | 6,585 m                  | 6,585 m                  |
| Leermasse mit Mindestausrüstung | 270 kg                   | 280 kg                   |
| Wasserballast                   | 170 kg (optional 202 kg) | 170 kg (optional 202 kg) |
| max. Startmasse                 | 550 kg                   | 600 kg                   |
| max. Flächenbelastung           | 59,8 kg/m²               | 57,1 kg/m²               |
| min. Flächenbelastung           | 37 kg/m²                 | 33 kg/m²                 |
| Höchstgeschwindigkeit           | 270 km/h                 | 270 km/h                 |
| Manövergeschwindigkeit          | 210 km/h                 | 210 km/h                 |
| Gleitzahl                       | 48                       | 50                       |
| IGC-Index                       | 113                      | 119                      |

Technische Daten des Antriebs
| Kenngröße            | Daten                                          |
| -------------------- | ---------------------------------------------- |
| Motor                | Solo 2350                                      |
| Motortyp             | 2-Zylinder-2-Takt                              |
| Motorleistung        | 18 kW (24 PS) bei 4200/min                     |
| bestes Steigen       | 1,2 m/s                                        |
| Propeller            | starrer 2-Blatt-Propeller der Firma Schleicher |
| Propellerdurchmesser | 1,2 m                                          |